# Boris Izaguirre
Boris Rodolfo Izaguirre Lobo (Caracas, 28 de septiembre de 1965) es un periodista, presentador de televisión, guionista y escritor venezolano, que también posee la nacionalidad española.

## Vida profesional
Su carrera en los medios comienza con 16 años en el diario El Nacional de Caracas, donde escribe Animal de frivolidades, una columna de crónica social. 
Desde entonces ha continuado ininterrumpidamente colaborando con diversos medios (como en la revista semanal del diario español El País o la revista de cine Fotogramas). Tiene una columna en la revista gay Zero y en la femenina Marie Claire, donde escribe una sección fija llamada De vuelta al armario. También trabaja en la radio, sobre todo como colaborador en La ventana, presentado por Carles Francino en la Cadena SER. En la Revista del Sábado, sección de El País que nació en septiembre de 2011, Izaguirre escribe la columna La paradoja y el estilo.
Como guionista es coautor, con José Ignacio Cabrujas, de las telenovelas Rubí rebelde y La dama de rosa. Tras el éxito de esas producciones en Televisión Española se trasladó a Santiago de Compostela. Una vez en España, colaboró en los guiones de programas como Inocente, Inocente o El súper.
Aparece en programas como Moros y cristianos, La noche por delante y Más madera de Telecinco, pero su verdadera popularidad en España llegaría con su incorporación a Crónicas marcianas. El director y presentador Javier Sardá lo llamó para colaborar en el programa y Boris Izaguirre se convirtió en todo un fenómeno mediático. Tras la salida de Carlos Ferrando, Izaguirre pasó a formar pareja presentadora con Sardá desde 1999 hasta la desaparición del programa en 2005. El personaje de Izaguirre se caracterizaba por sus provocaciones de temática sexual y los polémicos desnudos que realizaba frecuentemente en el programa.
Durante algún tiempo presentó su propio programa El anfitrión en Telecinco, pero fue retirado tras pocas emisiones debido a su fracaso en audiencia. Tras el cierre de Crónicas marcianas, comenzó a trabajar, en noviembre de 2005, en el canal Cuatro junto a Ana García-Siñeriz, en el programa de tarde Channel nº4 hasta que este fuera cancelado a principios de 2008. Al año siguiente participó en el programa de Javier Sardà de Telecinco La tribu.
En 2010 fichó por Televisión Española para conducir el programa de entrevistas Humanos y divinos que, dados los escasos niveles de audiencia, fue cancelado tan sólo un mes después. Colabora en el programa Las mañanas de Cuatro y, en mayo de 2011, regresó a Telecinco como colaborador de Supervivientes: El debate y posteriormente de El debate de Gran Hermano.
Ha sido jurado de ¡Mira quién baila!, de Televisión Española, en dos oportunidades (2008 y 2010), animador invitado del Miss Venezuela —el programa de más audiencia en ese país, transmitido por Venevisión, en Estados Unidos por Univisión, y en toda Latinoamérica a través de Venevisión Plus y Novelísima— (2009 y 2010). Además fue presentador de la Gala Drag Queen de Las Palmas de Gran Canaria en 2009.
El 30 de agosto de 2012 es nuevamente invitado como el presidente del jurado en la sexagésima edición del Miss Venezuela 2012. En 2013 ejerce de jurado del concurso de saltos de trampolín con famosos, ¡Mira quien salta!.
En la temporada 2012-13 trabajó como colaborador del programa La Semana Más Larga del canal autonómico Canal Sur Televisión.
En 2015 y desde Miami, anima el programa de entretenimiento Suelta la sopa ¡Extra! de Telemundo, en el que comparte programa con la comediante Erika de la Vega y la periodista Carolina Sandoval, entre otros.
En 2017, Boris salta a Telemadrid como presentador en el WorldPride Madrid 2017. Fue el encargado de realizar la retransmisión de todos los actos para la televisión pública madrileña, y lo hizo en varios especiales junto a Emilio Pineda y Berta Collado.
En 2018 se estrena como invitado especial en el reality show español Las Campos, en el que también María Teresa Campos colabora espontáneamente en Suelta la sopa.
En noviembre de 2018 inicia su andadura como asesor de novias en el debut de la edición española del programa Sí, quiero ese vestido, que se emite en el canal DKiss.
En septiembre de 2018 participó en MasterChef Celebrity hasta las semifinales de noviembre. Los programas se grabaron entre mayo y julio de 2018. Desde marzo de 2019 presenta, junto a Paula Prendes, el talent show Prodigios en La 1 de TVE que ha cumplido tres temporadas. Unos meses más tarda pasa a presentar el debate de Lazos de sangre, sustituyendo a Inés Ballester. Ha presentado dos temporadas de ese programa, la última en 2020. También colaboró durante dos años en La hora de La 1.
En 2023 participa como concursante en El desafío, de Antena 3 y, desde septiembre, comienza a presentar Más vale sábado junto a Adela González y Desmontando en La Sexta.
En 2024 ficha por Mediaset España como jurado de Bailando con las estrellas y colaborador de TardeAR.

## Escritura
Boris Izaguirre publicó su primera novela a los 26 años en Venezuela, El vuelo de los avestruces. Su siguiente obra fue editada siete años después, en 1998, en España, con el título de Azul petróleo. Su novela más exitosa ha sido Villa Diamante, que resultó finalista del Premio Planeta 2007. En 2011 publicó Dos monstruos juntos, que transcurre en Londres. También ha escrito varios libros de ensayo.

## Vida personal
El segundo de tres hermanos —Rhazil, el mayor, y Valentina, la menor—, es hijo de Rodolfo Izaguirre (exdirector de la Cinemateca Nacional de Venezuela) y Belén Lobo, bailarina de ballet clásico y danza contemporánea.

## Filmografía

### Programas de televisión
| Año           | Programa                                | Cadena           | Notas        |
| ------------- | --------------------------------------- | ---------------- | ------------ |
| 1997          | Moros y cristianos                      | Telecinco        | Colaborador  |
| 1998          | Más madera                              | Telecinco        | Colaborador  |
| 1999-2005     | Crónicas marcianas                      | Telecinco        | Colaborador  |
| 2000          | El anfitrión                            | Telecinco        | Presentador  |
| 2005-2008     | Channel n.º4                            | Cuatro           | Presentador  |
| 2008-2010     | ¡Mira quién baila!                      | La 1 / Telecinco | Jurado       |
| 2009          | La tribu                                | Telecinco        | Colaborador  |
| 2009-2013     | Miss Venezuela                          | Venevisión       | Jurado       |
| 2010          | Humanos y divinos                       | La 1             | Presentador  |
| 2010-2011     | La guerra de los sexos                  | Venevisión       | Colaborador  |
| 2012          | Miss Venezuela 2012                     | Venevisión       | Jurado       |
| 2013          | ¡Mira quién salta!                      | Telecinco        | Jurado       |
| 2014          | Yo soy el artista                       | Telemundo        | Jurado       |
| 2017          | Retransmisión del día del Orgullo LGTBI | Telemadrid       | Presentador  |
| 2018          | XXIII Premios Forqué                    | La 2             | Presentador  |
| 2018-2019     | ¡Sí, quiero ese vestido! España         | DKISS            | Presentador  |
| 2019-2020     | Telepasión                              | La 1             | Participante |
| 2019-2020     | A partir de hoy                         | La 1             | Colaborador  |
| 2019-2021     | Prodigios                               | La 1             | Presentador  |
| 2019-2022     | Lazos de sangre                         | La 1             | Presentador  |
| 2020-2021     | La hora de La 1                         | La 1             | Colaborador  |
| 2020-2022     | La resistencia                          | #0               | Colaborador  |
| 2021          | Telepasión 2021                         | La 1             | Presentador  |
| 2022          | Los miedos de...                        | Cuatro           | Colaborador  |
| 2023          | Ana                                     | Telecinco        | Colaborador  |
| 2023          | Desmontando                             | La Sexta         | Presentador  |
| 2023          | Más vale sábado                         | La Sexta         | Presentador  |
| 2023-2024     | La vida sin filtros                     | Telecinco        | Colaborador  |
| 2024          | Bailando con las estrellas              | Telecinco        | Jurado       |
| 2024          | Bárbara Rey, mi verdad                  | Telecinco        | Colaborador  |
| 2024-2025     | Tardear                                 | Telecinco        | Colaborador  |
| 2025-presente | Mask Singer: Adivina quién canta        | Antena 3         | Jurado       |

#### Como concursante
| Año       | Programa                    | Cadena   | Notas           |
| --------- | --------------------------- | -------- | --------------- |
| 2018      | MasterChef Celebrity 3      | La 1     | 11.º expulsado  |
| 2019      | MasterChef Celebrity 4      | La 1     | 4.º finalista   |
| 2022-2023 | MasterChef Especial Navidad | La 1     | 4.º expulsado   |
| 2023      | El desafío                  | Antena 3 | 8.º clasificado |
| 2023      | El cazador                  | La 1     | Ganador         |

#### Como invitado
| Año                   | Programa                      | Cadena               | Notas        |
| --------------------- | ----------------------------- | -------------------- | ------------ |
| 1998                  | Más madera                    | Telecinco            | 1 programa   |
| 2010-2011             | Las mañanas de Cuatro         | Cuatro               | 2 programas  |
| 2011                  | Supervivientes: El Debate     | Telecinco            | 1 programa   |
| 2011                  | Gran Hermano: El Debate       | Telecinco            | 1 programa   |
| 2011-2013             | Alaska y Mario                | MTV                  | 3 programas  |
| 2011-2015; 2020; 2023 | Pasapalabra                   | Telecinco / Antena 3 | 21 programas |
| 2012-2013             | La semana más larga           | Canal Sur            | 2 programas  |
| 2014                  | Cumbres                       | La 2                 | 1 programa   |
| 2014-2015; 2020; 2023 | Zapeando                      | La Sexta             | 4 programas  |
| 2014-2018             | Suelta la sopa                | Telemundo            | 5 programas  |
| 2015; 2018            | El hormiguero                 | Antena 3             | 2 programas  |
| 2015                  | Com son                       | TV3                  | 1 programa   |
| 2016                  | Los Gipsy Kings               | Cuatro               | 1 programa   |
| 2017-2019; 2022       | Mi casa es la tuya            | La 1                 | 9 programas  |
| 2018                  | Las Campos                    | Telecinco            | 1 programa   |
| 2019                  | Volverte a ver                | Telecinco            | 1 programa   |
| 2019-2020             | Liarla Pardo                  | La Sexta             | 2 programas  |
| 2019-2024             | MasterChef                    | La 1                 | 6 programas  |
| 2020                  | MasterChef Junior             | La 1                 | 1 programa   |
| 2020                  | La resistencia                | #0                   | 2 programas  |
| 2020-2023             | MasterChef Celebrity          | La 1                 | 4 programas  |
| 2021                  | La noche D                    | La 1                 | 1 programa   |
| 2021                  | ¿Quién quiere ser millonario? | Antena 3             | 1 programa   |
| 2022                  | Las tres puertas              | La 1                 | 1 programa   |
| 2022                  | El desafío                    | Antena 3             | 1 programa   |
| 2022                  | Cinco tenedores               | Movistar Plus+       | 1 programa   |
| 2022                  | Déjate querer                 | Telecinco            | 1 programa   |
| 2022                  | Joaquín, el novato            | Antena 3             | 1 programa   |
| 2023                  | La Roca                       | La Sexta             | 1 programa   |
| 2023                  | 25 palabras                   | Telecinco            | 3 programas  |
| 2023                  | Más vale tarde                | La Sexta             | 2 programas  |
| 2023                  | El intermedio                 | La Sexta             | 1 programa   |
| 2024                  | Mental Masters                | Telecinco            | 1 programa   |

### Guionista
- La dama de rosa (1987) RCTV. Telenovela.
- Primavera (1988) RCTV. Telenovela.
- Rubí rebelde (1989) RCTV. Telenovela.
- Inolvidable (1990) RCTV. Telenovela.
- Inocente, inocente (1992/1995) Telemadrid. Programa.
- El súper (1996/1999) Telecinco. Telenovela
- Gala Inocente, inocente (1998/2000) Telecinco. Programa.
- Bosé (2022) SkyShowtime. Serie

### Actor
- 7 vidas como Pippo. 2001. Telecinco. 1 episodio.
- Yo soy Bea. Telecinco. (2008). 4 episodios.
- La Trinca: biografía no autorizada. 2011. TV Movie.
- Asesinato en el Hormiguero Express. Antena3. 2018. 1 corto.
- Paquita Salas. Netflix. 2019. Cameo.
- Mercado Central. La1. 2020. Cameo.

### Cine
- A la deriva como Medignan. (2009)
- Juan Apóstol, el más amado como Poncio Pilatos. (2019)
- Padre no hay más que uno. Cameo. (2019)

## Obras

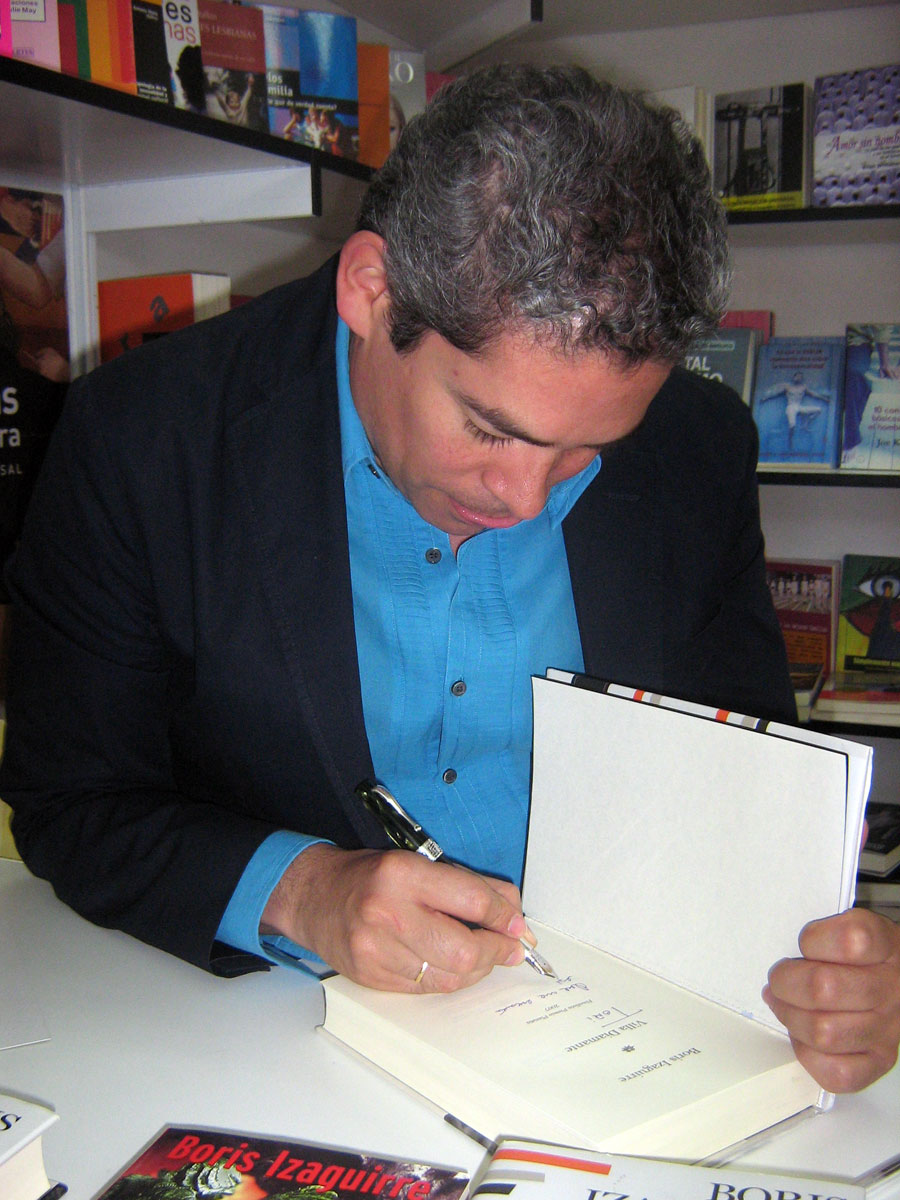
Boris Izaguirre, en la Feria del Libro de Madrid de 2008.

- El vuelo de los avestruces (Alfadil, 1991, reeditada por Alpha Decay en 2006) novela, ISBN 84-934278-9-6
- Azul petróleo (Espasa, 1998) novela, ISBN 84-239-7945-8
- Morir de glamour (Espasa, 2000) ensayo, ISBN 84-239-6218-0
- Verdades alteradas (Espasa, 2001) ensayo, ISBN 84-239-2544-7
- 1965 (Espasa, 2002) novela, ISBN 84-670-1375-3
- Fetiche (Espasa, 2003) ensayo, ISBN 84-670-1066-5
- El armario secreto de Hitchcock (Espasa, 2005) ensayo, ISBN 84-670-1746-5
- Villa Diamante (Planeta, finalista del LIV Premio Planeta, 2007) novela, ISBN 84-08-07597-7
- Y de repente fue ayer (Planeta, 2009) novela, ISBN 978-84-08-08678-9
- Dos monstruos juntos (Planeta, 2011) novela, ISBN 978-84-08-10389-9
- Un jardín al norte (Planeta, 2014) novela, ISBN 978-84-08-13563-0
- Tiempo de tormentas (Planeta, 2018) novela, ISBN 978-84-08-18267-2